# 3019 Kulin
3019 Kulin è un asteroide della fascia principale. Scoperto nel 1940, presenta un'orbita caratterizzata da un semiasse maggiore pari a 2,8635348 UA e da un'eccentricità di 0,0546414, inclinata di 3,21896° rispetto all'eclittica.
L'asteroide è dedicato al suo scopritore, l'astronomo ungherese György Kulin.